# Lutfulla Turaev
Lutfulla Turaev (ur. 30 marca 1988 w Muboraku) – uzbecki piłkarz występujący na pozycji pomocnnika w drużynie Olmaliq FK.

## Kariera piłkarska
Sergeev jest wychowankiem Mashʼal Muborak. W barwach tej drużyny wystąpił 97-krotnie w uzbeckiej lidze, zdobywając w nich 2 bramki. W 2009 roku został zawodnikiem Nasaf Karszy. W przeciągu dwóch lat wystąpił w 71 meczach i strzelił w nich 4 bramki. Następnie został zawodnikiem Bunyodkoru Taszkent, gdzie w przeciągu dwóch sezonów dwa razy zdobył  puchar Uzbekistanu, a w 2013 został mistrzem Uzbekistanu. Po tych owocnych dwóch latach przeniósł się do innego, stołecznego klubu - Lokomotivu Taszkent. Tutaj raz wygrał puchar Uzbekistanu. W 2016 zdecydował się za granicę - a konkretnie do Malezja. Najpierw, w 2016 grał tam w barwach klubu FELDA United, a następny rok spędził w Terengganu F.C. 9 lipca 2017 roku wrócił do Uzbekistanu, by grać w Olmaliq FK.

## Kariera reprezentacyjna
Turaev zadebiutował w reprezentacji Uzbekistanu 25 maja 2010 roku w przegranym 3-1, towarzyskim meczu z Armenią.  Znalazł się w kadrze Uzbekistanu na Puchar Azji 2015, gdzie zaliczył jeden występ - przegrany mecz z Koreą Południową, po którym Uzbecy pożegnali się z turniejem. Jak do tej pory w narodowych barwach zaliczył 19 występów.
Stan na 8 lipca 2018
| Reprezentacja | Rok     | Mecze | Bramki |
| ------------- | ------- | ----- | ------ |
| Uzbekistan    | 2010    | 5     | 0      |
| Uzbekistan    | 2011    | 4     | 0      |
| Uzbekistan    | 2012    | 2     | 0      |
| Uzbekistan    | 2014    | 4     | 0      |
| Uzbekistan    | 2015    | 4     | 0      |
| Ogólnie       | Ogólnie | 19    | 0      |

## Sukcesy

### Bunyodkor Taszkent
- Mistrzostwo Uzbekistanu: 2013
- Puchar Uzbekistanu: 2012, 2013

### Lokomotiv Taszkent
- Puchar Uzbekistanu: 2014